# Kent Acres
Kent Acres és una concentració de població designada pel cens dels Estats Units a l'estat de Delaware. Segons el cens del 2000 tenia 1.637 habitants.

## Demografia
Segons el cens del 2000, Kent Acres tenia 1.637 habitants, 649 habitatges, i 460 famílies. La densitat de població era de 718,2 habitants/km².
Dels 649 habitatges en un 33,1% hi vivien nens de menys de 18 anys, en un 49,9% hi vivien parelles casades, en un 16% dones solteres, i en un 29% no eren unitats familiars. En el 23,7% dels habitatges hi vivien persones soles el 8,5% de les quals corresponia a persones de 65 anys o més que vivien soles. El nombre mitjà de persones vivint en cada habitatge era de 2,52 i el nombre mitjà de persones que vivien en cada família era de 2,96.
Per edats la població es repartia de la següent manera: un 26,8% tenia menys de 18 anys, un 6,1% entre 18 i 24, un 30,6% entre 25 i 44, un 23% de 45 a 60 i un 13,5% 65 anys o més.
L'edat mediana era de 37 anys. Per cada 100 dones de 18 o més anys hi havia 87,1 homes.
La renda mediana per habitatge era de 43.261 $ i la renda mediana per família de 47.692 $. Els homes tenien una renda mediana de 33.967 $ mentre que les dones 23.393 $. La renda per capita de la població era de 18.576 $. Aproximadament el 7,7% de les famílies i el 12,3% de la població estaven per davall del llindar de pobresa.

## Poblacions més properes
El següent diagrama mostra les poblacions més properes.